# Holly Warlick
Holly Warlick, née le 11 juin 1958 à Knoxville, Tennessee, est une joueuse américaine de basketball. Après sa carrière de joueuse, elle se destine à la carrière d'entraîneuse et devient assistante. De 1985 à 2012, elle est assistante auprès de son ancienne entraîneuse, Pat Summitt, chez les Lady Vols du Tennessee. Elle succède à celle-ci en 2012.

## Biographie
Ayant obtenu son entrée à l'université du Tennessee en tant qu'athlète de 400 mètres, elle intègre rapidement l'équipe des Lady Vols. De 1976 à 1980, elle remporte 118 victoires pour 23 défaites. À la fin de sa carrière, elle détient le record de son école pour le nombre de passes sur un match avec 14, de balles interceptées, 9, du nombre de passes décisives sur une saison avec 225. Elle devient la première à voir son numéro 22 retiré, ce qui n'avait été encore fait ni pour les hommes ni pour les femmes. Elle obtient trois titres All-America dont celui désigné par la Women's Basketball Coaches Association en 1980. 
Elle porte également le maillot de la sélection américaine, participant aux championnats du monde disputés en Corée du Sud. Les Américaines ne subissent qu'une seule défaite en six rencontres, face à la Corée sur le score de 94 à 82, et remportent le premier titre mondial de l'équipe féminine américain. Sur cette compétition, elle termine avec un total de 6 points et de 9 rebonds. En 2001, elle est introduite au sein du Women's Basketball Hall of Fame.
Elle remporte ensuite le titre de la Women's Professional Basketball League avec les Wranglers du Nebraska.
Elle entame ensuite une carrière d'entraîneuse, en tant qu'assistante chez les Hokies de Virginia Tech, puis chez les Razorbacks de l'Arkansas. En 1985, elle retrouve son ancienne université de Tennessee pour devenir l'assistante de Pat Summitt. Elle participe aux huit victoires en championnat NCAA et à 949 des 1 098 victoires de son mentor. 
En 2012, elle prend la succession de Pat Summitt, celle-ci mettant un terme à sa carrière, atteinte de la maladie d'Alzheimer. 